# Manuel Marín
Manuel Marín Gonzáles (21. října 1949, Ciudad Real – 4. prosince 2017, Madrid) byl španělský politik, v letech 2004 až 2008 předseda španělského parlamentu. Po rezignaci Jacqua Santera byl v roce 1999 přechodným předsedou Evropské komise.
Marín byl členem španělské socialistické strany (PSOE).

## Vyznamenání
- velkokříž Řádu prince Jindřicha – Portugalsko, 6. ledna 1984[2]
- velkokříž Řádu Alfonsa X. Moudrého – Španělsko, 2000
- velkokříž Řádu Kristova – Portugalsko, 25. září 2006[2]
- velkokříž Řádu Karla III. – Španělsko, 14. dubna 2008[3]